# North Ridgeville (Ohio)
North Ridgeville es una ciudad ubicada en el condado de Lorain en el estado estadounidense de Ohio. En el Censo de 2010 tenía una población de 29465 habitantes y una densidad poblacional de 482,5 personas por km².

## Geografía
North Ridgeville se encuentra ubicada en las coordenadas 41°23′10″N 82°1′29″O / 41.38611, -82.02472. Según la Oficina del Censo de los Estados Unidos, North Ridgeville tiene una superficie total de 61.07 km², de la cual 60.7 km² corresponden a tierra firme y (0.59%) 0.36 km² es agua.

## Demografía
Según el censo de 2010, había 29465 personas residiendo en North Ridgeville. La densidad de población era de 482,5 hab./km². De los 29465 habitantes, North Ridgeville estaba compuesto por el 94.97% blancos, el 1.46% eran afroamericanos, el 0.22% eran amerindios, el 1.21% eran asiáticos, el 0% eran isleños del Pacífico, el 0.57% eran de otras razas y el 1.58% pertenecían a dos o más razas. Del total de la población el 3.3% eran hispanos o latinos de cualquier raza.